# Alchemilla hyperptycha
Alchemilla hyperptycha é uma espécie de rosácea do gênero Alchemilla, pertencente à família Rosaceae.